# Ozarba glaucescens
Ozarba glaucescens là một loài bướm đêm trong họ Noctuidae.